# Храм Сошествия Святого Духа на бывшем Лазаревском кладбище
Храм Сошествия Святого Духа — трёхпрестольный православный храм, расположенный на бывшем Лазаревском кладбище города Москва. Спроектирован Е. Назаровым в стиле раннего классицизма в форме ротонды. Объект культурного наследия федерального значения.

## История
В 1750 году по повелению императрицы Елизаветы Петровны было устроено Лазаревское кладбище, как первое городское кладбище. Место было выбрано за городской чертой, там, где и прежде хоронили нищих и безродных людей. (Такие места называли «божедомками»). Для поминовения умерших на кладбище был возведён деревянный храм в честь Воскресения праведного Лазаря Четверодневного, откуда кладбище и получило своё название.
Строительство современного храма велось с 1782-го по 1787 год на средства Титулярного советника московского купца 1-й гильдии Луки Ивановича Долгова (1722-1783). В 1932 году храм был закрыт. В 1936 году было уничтожено и Лазаревское кладбище, а на месте погребения умерших устроен детский парк «Фестивальный».
Согласно свидетельству очевидцев, храм был приговорен богоборцами к полному разрушению, вслед за храмом Христа Спасителя, но по непонятной причине уцелел. Храм был объявлен памятником архитектуры первой категории и тем самым спасен от разрушения и устройства в нём колумбария (предположительно, сотрудниками Главнауки и Центральных реставрационных мастерских).
Здание, объявленное памятником архитектуры, не только продолжало частично эксплуатироваться, но было доведено до последней степени аварийного состояния, местами — до руин. Это хорошо видно на фотографиях (старожилы свидетельствуют, что бомбардировке эти места не подвергались).
Росписи замазывались первой попавшейся краской. Внутри храм был перестроен, часть окон заложена кирпичом, на втором этаже располагалось то общежитие, разрушавшее бытовыми испарениями остатки росписей, то школа.
Храм возвращен Русской Православной Церкви в 1991 году.
В настоящее время храм восстановлен, в нём совершаются регулярные богослужения.
Главный придел освящён в честь Сошествия Святого Духа на Апостолов, правый придел — во имя святого апостола Луки, небесного покровителя Луки Ивановича, левый — во имя святого праведного Лазаря Четверодневного, епископа Киттийского, в память о первом деревянном храме, который был разобран (в настоящее время на этом месте футбольное поле).
При храме располагается Сестричество во имя святителя Игнатия (Брянчанинова).

## Архитектура
Весь комплекс Лазаревского кладбища, включая кладбищенскую церковь, спроектирован Е. С. Назаровым. В архитектурный ансамбль входило пять зданий и каменная ограда кладбища. В настоящее время из зданий сохранилось только одно — бывшая богадельня, остальное разрушено при советской власти.
Храм построен по архитектурному типу «корабля»: круглая ротонда, с короткой трапезной частью, с двумя колоколенками, венчающими западный фасад, окна стилизованные под иллюминаторы.
Фрески ротонды и первые иконы были написаны известными итальянскими мастерами Клаудио и Скотти. Также в соответствии с западным стилем, было много лепных украшений, полностью уничтоженных при разорении храма. Трапезную часть расписывали неизвестные живописцы.
В 1903—1904 годах трапезная часть храма (включая приделы) увеличена по проекту архитектора Воскресенского, и колоколенки, венчавшие западный фасад, были в том же виде перемещены.
Здания храма и богадельни состоят на государственной охране как памятники архитектуры XVIII века.

## Клирики, служившие в храме

### XVIII—XIX века
Сведения из исторического исследования священника Владимира Остроухова «Московское Лазарево кладбище», Москва, 1893 г.
Середина XVIII в. — священник Андрей, Иванов сын;
- Настоятель с 1806 г. — священник Феодор Стефанов Владыкин;
- Настоятель с 1828 г. — священник Илья Иванов Смирнов;
- Настоятель с 1833 г. — священник Иван Николаевич Померанцев;
- Настоятель с 1857 г. — протоиерей Никита Никитич Скворцов (+1892), хорошо известный митрополиту Филарету Московскому, просветитель старообрядцев (ссылка);
- Диакон Страхов;
- Диакон Петр Семенов Мясоедов;
- Диакон Иван Иванов Виноградов;
- Диакон Алексей Иванов Андреевский;
- Диакон Алексей Димитриевич Миролюбов;
- Настоятель с 1885 г. священник Владимир Остроухов — автор исторического исследования о Лазаревском кладбище.

### XX век
Настоятель с 1914 года — протоиерей Николай Алексеевич Скворцов (1861—1917), председатель Археологического отдела Общества любителей духовного просвещения, основоположник автор капитальных трудов в области церковной археологии. Вместе с супругой, матушкой Евгенией, убит бандитами-грабителями — похоронены на Лазаревском кладбище. При перенесении на Ваганьковское кладбище в 1930-х годах оба тела были найдены нетленными.
Настоятель, затем с 1922 года — заштатный священник протоиерей Александр Ив. Соколов, умирая в декабре 1932 года, стал пророчествовать, что будут открыты все храмы, в том числе храм на Лазаревском кладбище.
Настоятель с 1925 года и до закрытия храма в 1932 году — протоиерей Иоанн Михайлович Смирнов (1879—1937), профессор Московской духовной академии, скромный и смиренный пастырь, расстрелян на Бутовском полигоне в день Знамения иконы Божией Матери — престольный праздник его последнего храма. Решением Священного Синода от 17 июля 2002 года постановлено включить имя священномученика Иоанна Смирнова в Собор новомучеников и исповедников Российских XX века. Церковное почитание священномученика Иоанна Смирнова установлено 27 ноября (10 декабря по новому стилю).

## Известные люди, погребенные на Лазаревском кладбище
- Духовник Московской епархии протоиерей Александр Стефановский (останки перенесены на Введенское кладбище). О нём пишет архиепископ Арсений (Жадановский)
- Диакон Лефортовского корпуса Митрофан Протопопов (племянник свт. Филарета (Дроздова) и убиенного еп. Серафима Протопопова)
- Трифоновский свящ. М. В. Быстров, ☦1861
- Свящ. Ник. Вл. Рамодановский, ☦1890
- Трехсвятительский прот. Ник. Петрович Другов, +1858
- Прот. Фёдор Авксентьевич Малиновский, ☦1811
- Прот. Филарет Александрович Сергиевский, ☦1884
- Николо-Хлыновский прот. Иоанн И. Русинов, ☦1842
- Прот. Ст. Тимофеевич Протопопов, ☦1861
- Свящ. Даниил Ив. Воинов, ☦1823
- Свящ. Иоанн Николаевич Померанцев, ☦1857
- Прот. Владимир Григорьевич Назаревский, наст. храма мч. Трифона в Напрудном, ☦1881
- Прот. Платон Иоаннович Афинский, ☦1874
- Свящ. Алексей Петрович Богданов, ☦1841
- Адриановсий прот. Матфей Николаевич, ☦1833
- Свящ. Филипповской, в Мещанской, Петр Ильич Никольский, ☦1866
- Свящ. Большого Успенского собора Сергий Иоаннович Верещагин, ☦1860
- Филипповский свящ. Алексий Алексеевич Константинов, ☦1835
- Прот. церкви при Воспит. Доме Георгий Илларионович Молчанов, ☦1826
- Прот. Церкви Восп. Дома Иоанн Герасимович Речменский, ☦1867
- Свящ. Николоявленной церкви Николай Стефанович Малиновский, ☦1874
- Свящ. Придворного Верхоспасского собора Алексей Исаакиевич Лебедев ☦1859
- Свящ. Церкви Николая Чудотворца в Кобыльском Иоанн Александрович Каринский, ☦1891
- Протоиерей Алексий Мечев, ☦ 9/22 июня 1923 года. 15/28 сентября 1933 года тело перенесено на кладбище «Введенские горы», именуемое в народе Немецким. На Юбилейном Архиерейском Соборе 2000 года старец в миру протоиерей Алексий Мечев был причислен к лику святых Русской Православной Церкви для общецерковного почитания. В настоящее время мощи праведного Алексия Мечева находятся в Москве в храме святителя Николая в Кленниках
- Зыбелин, Семён Герасимович (1735—1802) — медик, основатель Медицинского факультета ПМИ;
- Кондратьев, Иван Кузьмич (1849—1904) — историк, москвовед, поэт, песенник, писатель, переводчик.
- Кушнерёв, Иван Николаевич (1827—1896) — очеркист, редактор, издатель, владелец типографий.
- Мухин А. А. (1896—1914) — русский авиатор, погибший в 1914 г. на Ходынском аэродроме;
- Никитин, Николай Васильевич (1828—1913) — русский архитектор, председатель МАО
- Спасский, Михаил Фёдорович (1809—1859) — метеоролог, доктор физики и химии.
- Тимковский, Роман Фёдорович (1785—1820) — историк, профессор греческой и латинской словесности.
- Васнецов, Виктор Михайлович (1848—1926) — русский художник-живописец и архитектор, мастер исторической и фольклорной живописи.
- Сандунов, Сила Николаевич (1756—1820) — актёр, основатель Сандуновских бань.
- жена В. Г. Белинского (1890)
- мать Ф. М. Достоевского — М. Ф. Достоевская (1837), тетка — А. Ф. Куманина;
- Долгов Лука Иванович (1722—1783) — титулярный советник, московский купец первой гильдии. На его средства был построен Храм Сошествия Святого Духа на Лазаревском кладбище[источник не указан 655 дней].

## Известные люди, имеющие отношение к храму
В храме на Лазаревском кладбище любил бывать св. Патриарх-исповедник Тихон. Он довольно часто служил здесь в двадцатых годах. Резиденция Святейшего помещалась недалеко, на Троицкой горке, где теперь подворье Троице-Сергиевой Лавры. Присутствовал Святейший Тихон и при погребении на Лазаревском кладбище св.прав. Алексия Мечева. Лишь накануне освободившись из тюрьмы, он приехал сюда на извозчике через весь город, облачился на паперти, так как храм был тогда временно захвачен обновленцами, и произнес слово на могиле почившего, будучи встречен самыми горячими проявлениями народной любви.
Вспоминают также, что Патриарх должен был служить в храме на Лазаревском кладбище и в Лазареву субботу 1925 года. Но прихожане, пришедшие на службу в тот день, увидели объявление, сообщавшее о кончине Святейшего и о порядке прощания с ним.